# Stari časi
Stari časi je četrti studijski album skupine Faraoni. Album je izšel leta 1995 pri založbi D-Look. 

## Seznam skladb
| Št. | Naslov                         | Pisec                                      | Dolžina |
| --- | ------------------------------ | ------------------------------------------ | ------- |
| 1.  | „Ne bom pozabil na stare čase‟ | E. Hrovatin/M. Čermak/E. Hrovatin-S. Fajon | 3:44    |
| 2.  | „Pozabljen dan‟                | E. Hrovatin/M. Čermak/E. Hrovatin          | 3:54    |
| 3.  | „Noč vina‟                     | E. Hrovatin/M. Čermak/E. Hrovatin          | 3:20    |
| 4.  | „Ne zameri‟                    | F. Maraž/M. Čermak/E. Hrovatin             | 4:18    |
| 5.  | „Ti in jaz‟                    | E. Hrovatin/M. Čermak/E. Hrovatin          | 3:25    |
| 6.  | „Mi ljudje smo kot morje‟      | E. Hrovatin/M. Čermak/E. Hrovatin          | 3:24    |
| 7.  | „Sobota‟                       | F. Maraž/M. Čermak/E. Hrovatin             | 3:16    |
| 8.  | „Ljubezen je‟                  | E. Hrovatin/M. Čermak/E. Hrovatin          | 2:59    |
| 9.  | „Božični zvon‟                 | F. Maraž/F. Maraž-M. Čermak/F. Maraž       | 3:12    |
| 10. | „Pusti me‟                     | P. Pocecco/M. Čermak/E. Hrovatin           | 3:28    |
| 11. | „Samo ti‟                      | E. Hrovatin/M. Čermak/E. Hrovatin          | 3:14    |

## Zasedba

### Faraoni
- Enzo Hrovatin – kitare, vokal, bas kitara
- Nelfi Depangher – bobni, vokal
- Piero Pocecco – bas kitara, vokal
- Ferdinand Maraž – klaviature, vokal
- Slavko Ivančić – vokal, klaviature

### Gostje
- Edy Meola – saksofon
- Zdenko Cotič – električna kitara